# Acianthera crassilabia
Acianthera crassilabia é uma espécie de orquídea epífita, família Orchidaceae, da Costa Rica. São plantas de tamanho médio, de crescimento subcespitoso, com caules muito mais longos que as folhas, de secção cilíndrica na base e triangularmente comprimidos  na porção superior, As folhas são mais ou menos ovais, e inflorescência com diversas flores amarelas de labelo com três calos.

## Publicação e sinônimos
- Acianthera crassilabia (Ames & C.Schweinf.) Luer, Monogr. Syst. Bot. Missouri Bot. Gard. 95: 253 (2004).

Sinônimos homotípicos:
- Pleurothallis crassilabia Ames & C.Schweinf., Schedul. Orchid. 8: 25 (1925).